# اوفارژیس
اوفارژیس (به فرانسوی: Auffargis) یک کمون در فرانسه است که در ایولین واقع شده‌است. اوفارژیس ۱۷٫۱۴ کیلومتر مربع مساحت دارد ۱۵۰ متر بالاتر از سطح دریا واقع شده‌است.